# Јерменска дијаспора
Јерменска дијаспора (јерм. Հայկական սփյուռք) односи се на јерменске заједнице изван Републике Јерменије и самопроглашене дефакто независне Републике Нагорно-Карабах. Током четвртог века, а затим током и након геноцида над Јерменима, јерменски имигранти су успоставили заједнице у више од 30 различитих регија широм света. Већина Јермена у дијаспори нису из Републике Јерменије, него из Западне Јерменије (данашња источна Турска), углавном потичу од људи који су преживели јерменски геноцид.

## Историја
Јерменскиљдијаспора је присутна већ више од 1700 година. Модерна јерменска дијаспора је настала углавном након Првог светског рата, као резултат пада Османског царства. Након пада Османског царства, турски националисти под водством Кемала Ататурка нападају Западну Јерменију. Као резултат изгубљеног рата, Јермени беже у различите делове света (око пола милиона), и стварају нове јерменске заједнице далеко од свог завичаја. Кроз године број Јермена у дијаспори, који вуку порекло од оних Јермена који су преживели геноцид и побегали из Западне Арменије, је сада неколико милиона. Након распада Совјетског Савеза, око милион Јермена постали су дијаспора углавном као резултат тешких економских услова у Јерменији.

## Подела
Данас се јерменска дијаспора односи на заједнице Јермена који живе изван Републике Јерменије и Републике Нагорно-Карабах, будући да су та два подручја аутохтона домовина Јермена. Укупан број јерменског становништва који живи у свету се процењује на око 11 милиона. Од тога око 3,3 милиона живи у Јерменији, 140.000 у непризатом дефакто независном Нагорно-Карабаху и 120.000 у покрајини Џавахетија у суседној Грузији. То оставља око 7.000.000 Јермена у дијаспори с највећим бројем у Русији, САД, Француској, Аргентини, Либану, Сирији, Ирану, Канади, Украјини, Грчкој и Аустралији.